# Bombus flavidus
Bombus flavidus là một loài Hymenoptera trong họ Apidae. Loài này được Eversmann mô tả khoa học năm 1852.